# Суїбне Менн
Суїбне Менн — (ірл. — Suibne Menn) — Суїбне Заїка, Суїбне мак Фіахнай (ірл. — Suibne mac Fiachnai) — верховний король Ірландії. Роки правління: 611—623. За іншими даними помер у 628 році.

#### Походження
Належав до молодшої гілки роду Кенел н-Еогайн (ірл. — Cenél nEógain), спорідненої з північними О'Нілами (Уа Найлами) — гілки Кенел Фередайг (ірл. — Cenél Feredaig), що була названа на честь його діда — Фередаха — правнука короля Ніла Дев'яти Заручників.

#### Прихід до влади і правління
Аед Варіднах з роду Кенел мак Ерке (ірл. — Cenél maic Ercae) помер у 610 або у 612 році і трон перейшов до ворожої їм гілки О'Нілів — Кенел Конайл: до влади прийшов Маел Коба мак Аедо. Маел Коба був убитий Суїбне Менном у 610 чи 615 році десь у центральній Ірландії. Вважається, що Суїбне Менн для того щоб утримати в руках нетривку владу пішов на союз із незначними гілками і кланами О'Нілів — такими як Кланн Холмайн (ірл. — Clann Cholmáin). Згідно ірландських літописів, після його смерті клан Холмайн піднявся і голова клану Енгус став королем.

#### Смерть і нащадки
У 623 чи у 628 році брат Маела Каба — Домналл напав на Суїбне Менна, але зазнав поразки і втік. Але у тому ж році король Ольстеру Конгал Каех (ірл. — Congal Cáech) убив Суїбне Менна і захопив трон верховного короля Ірландії. Едвардс вважає, що це було результатом «раптового, несподіваного нападу». Після його смерті гілка Кенел н-Еогайн ще не раз домагалася трону верховних королів Ірландії. Його правнуком був Фланд мак Маеле Туйле (ірл. — Fland mac Máele Tuile).